# 維代巴赫河
51°25′35.17″N 8°20′57.37″E / 51.4264361°N 8.3492694°E
維代巴赫河（德語：Wideybach），是德國的河流，位於該國西部，處於北萊茵-威斯特法倫州，屬於韋斯特河的支流，河道全長5.4公里，流域面積7.1平方公里。